# Batman The Escape
Batman The Escape (eerder Shockwave genaamd) is een voormalige stalen achtbaan in diverse attractieparken van Six Flags.

## Algemene Informatie
Batman The Escape werd in 1986 geopend in Six Flags Magic Mountain onder de naam Shockwave. Het was destijds een van de eerste staande achtbanen.

## Verplaatsingen
Omdat Shockwave geen populaire achtbaan bleek te zijn, werd hij opgenomen in het plan van Six Flags om de achtbaan naar verschillende parken te laten gaan om daar een paar jaar te draaien. Daarna zou de baan weer naar een ander park gaan. Shockwave werd verplaatst naar Six Flags Great Adventure onder dezelfde naam. Ook in dit park was het geen populaire achtbaan en werd hij na twee jaar dienst in 1992 verplaatst naar Six Flags Astroworld onder de nieuwe naam Batman The Escape. Wederom bleek het geen succes en werd de achtbaan weer verplaatst, ditmaal naar Six Flags Darien Lake in 2005. Toen nam Six Flags afstand van Darien Lake. De achtbaan werd niet opgebouwd. Volgens het park moeten echter eerst goede plannen worden gemaakt voordat de achtbaan opnieuw opgebouwd wordt vanwege de hoge kosten die hier aan verbonden zijn. Na een aantal jaar in opslag te hebben gelegen, werd de achtbaan in 2018 uiteindelijk geschrapt.